# Gammaropsis arawakia
Gammaropsis arawakia is een vlokreeftensoort uit de familie van de Photidae. De wetenschappelijke naam van de soort is voor het eerst geldig gepubliceerd in 1989 door Thomas & Barnard.